# Literatura persa

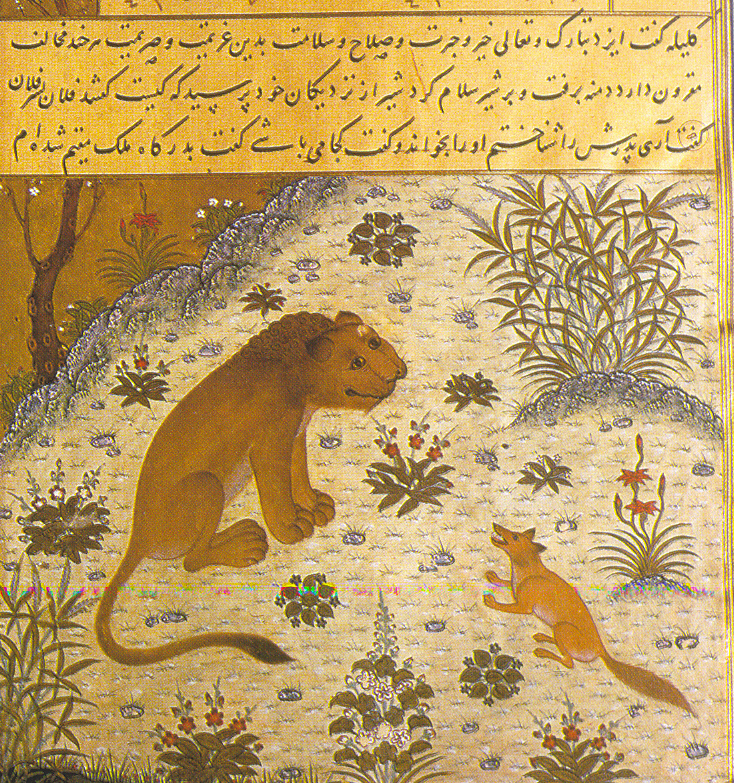
El Panchatantra: Copia de manuscrito persa fechado en 1429 en Herat, presenta la fábula del chacal buscando la perdición del león.

La literatura persa (persa :ادبیات پارسی) abarca un período cultural de 2500 años, aunque la mayoría de los documentos preislámicos se han perdido. Sus orígenes provienen de las lejanas regiones más allá de las fronteras del actual Irán, porque la lengua persa floreció y sobrevive en vastas franjas de Asia Central. Así, Rumi, uno de los poetas persas e islámicos más respetados, escribió en persa aunque vivió en Konya, actual Turquía, luego capital de los selyúcidas. Los gaznávidas conquistaron grandes territorios en Asia Central y en el sur de ese continente, adoptando el persa como idioma de su corte. Por tal motivo existe literatura persa de regiones que en la actualidad son parte de Afganistán, Pakistán, India y Asia Central. No toda está escrita en persa; a menudo se incluyen las obras escritas por autores de etnia persa en otros idiomas, incluyendo griego y árabe.
Las obras que se conservan, sea en persa antiguo o en persa medio, datan de épocas tan remotas como el año 650 a. C., fecha de las inscripciones aqueménidas más antiguas que se conocen. La mayor parte de la literatura, sin embargo, proviene de la época posterior a la conquista islámica de Persia (Irán), cerca del año 650. Luego de que los abasíes llegaran al poder (750), los persas se convirtieron en los escribas y burócratas del imperio, y paulatinamente, también en sus escritores y poetas. Escribieron en su propio idioma y en árabe, predominando el primero en los círculos literarios. Poetas como Sa'di, Hafiz, Rumi y Omar Jayyam son bien conocidos en todo el mundo y han influenciado la literatura de varios países.

## Literatura clásica

### Literatura preislámica
Se han conservado muy pocas obras literarias de la antigua Persia. La mayoría son inscripciones reales de los reyes aqueménidas, particularmente Darío I (522-486 a. C.) y su hijo Jerjes. Los escritos zoroastrianos fueron destruidos durante la conquista de Persia (Irán) por el islam, aunque los parsi que huyeron a la India llevaron algunos de los libros del canon de Zoroastro, incluyendo varios Avesta y los antiguos comentarios (Zend). Algunos trabajos de la geografía sasánida sobrevivieron a través de transcripciones árabes.
No se conserva ningún texto simple dedicado a la crítica literaria de la Persia preislámica. Sin embargo, algunos ensayos en Pahlavi como Ayin-e name nebeshtan y Bab-e edteda’I-ye de Kalile va Demne se consideran crítica literaria. Algunos investigadores han señalado al Sho’ubiyye como prueba de que los persas preislámicos poseían libros sobre elocuencia tales como el Karvand. Sin embargo no hay rastros de tales libros. Existen indicios que muchos entre la elite persa estaban familiarizados con la retórica griega y la crítica literaria.

### Literatura del período medieval y premoderno
Aunque inicialmente la conquista árabe produjo la islamización de la cultura, durante los califatos Omeya y principio del Abasí, los persas retomaron su lenguaje literario. Este renacimiento se acredita usualmente a Ferdousí, Unsuri, Daqiqi, Rudaki y su generación, quienes utilizaron el nacionalismo preislámico como camino para revivir el lenguaje y la cultura de la antigua Persia.
Particularmente dice Ferdousí de sí mismo en su Shahnameh:
| بسی رنج بردم در این سال سی عجم زنده کردم بدین پارسی | Por treinta años sufrí mucho dolor y congoja, con el idioma persa di el brío del Ajam y la vida". |

#### Poesía

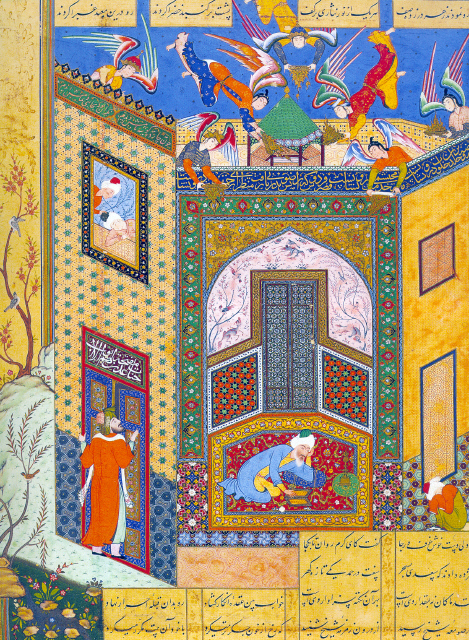
Ilustración del "Jardín de rosas" de Jami, 1553. La imagen reúne poesía y miniatura, como es habitual en la mayoría de las obras literarias persas.

Tan fuerte es la aptitud persa para versificar expresiones que uno puede encontrar poesía en casi todas las obras clásicas, incluyendo literatura, ciencia o metafísica. En pocas palabras, la habilidad para escribir en verso era un requisito previo para cualquier erudito. Casi la mitad de los escritos médicos de Avicena están versificados.
Las obras del período temprano se caracterizan por su fuerte dependencia del patronazgo cortesano, con extravagantes panegíricos, y lo que se conoce como estilo exaltado (سبک فاخر). La tradición del patrocinio real comenzó posiblemente con los sasánidas , y se mantuvo durante la época abásida y samánida ente las principales dinastías persas. La forma de panegírico más utilizada fue sin duda el Qasida con estrofas en cuarteta, como en Rubaiyat (Ruba`iyyat, "cuartetas", en árabe), de Omar Jayyam.
El estilo Jorasaní, con la mayoría de sus seguidores relacionados con el Gran Jorasán, se caracteriza por su dicción altanera, tono digno, y lenguaje relativamente literario. Los representantes principales de este lirismo son Asjadi, Farrojí Sistaní, Onsorí, y Manuchehrí. Los maestros del panegírico como Rudakí eran conocidos por su amor por la naturaleza, con versos donde abundaban las evocaciones.
Desde estas cortes y sistema de patronazgo emergió el estilo épico de la poesía, con Ferdousí y Shahnameh en la cima. Glorificando la historia de Irán mediante versos heroicos y elevados, ellos y otros notables como Daqiqi y Asadi Tusi presentaron el "Ajam" como una fuente de orgullo e inspiración que les ayudó a preservar un sentimiento de identidad para el pueblo iraní a través del tiempo. Ferdousí constituyó un modelo seguido por una infinidad de poetas posteriores.
El siglo XIII marca el ascenso de la poesía lírica con el desarrollo y perfeccionamiento del ghazal, así como el amanecer del misticismo y la poesía Sufí. A este estilo se lo llama frecuentemente estilo eraqi, y es conocido por sus cualidades de emoción lírica, ricas métricas, y la relativa simplicidad de su lenguaje. La poesía romántica no era del todo nueva, con obras como Vis o Ramin de Asad Gorgani y Yusof o Zoleija de Am'aq. Poetas como Sanai y  Attar –que inspiró ostensiblemente a Rumi– Jaqani Shirvani, Anvari, y Nezamí fueron escritores de ghazales muy respetados. Sin embargo, la elite de esta escuela la constituyen Rumi, Saadi, y Hafiz.
Recordando la tradición de la poesía romántica persa durante la era safávida, el historiador persa Ehsan Yarshater resalta:

Como regla, la amada no es una mujer, sino un hombre joven. En los primeros siglos del Islam, las incursiones al Asia central produjeron muchos esclavos jóvenes. Los esclavos se adquirían o se recibían como regalo. Tenían por función servir como pajes en la corte o en las casas de los cortesanos, o así mismo como soldados o guardaespaldas. Los hombres jóvenes, fueran o no esclavos, servían el vino en banquetes y recepciones, y los más dotados entre ellos podían interpretar música o mantener una conversación cultivada. Era el amor hacia jóvenes pajes, soldados o novicios en el comercio o en las profesiones el que fue sujeto de las introducciones líricas a los panegíricos desde el inicio de la poesía persa y del gazal.

En el género didáctico puede mencionarse al Hadiqatul Haqiqah de Sanai así como el Majzan-ul-Asrār de Nezami. Algunos trabajos de Attar pertenecen también a este género así como las principales obras de Rumi, a pesar de que algunos prefieren incluirlas en el tipo lírico debido a sus cualidades místicas y emotivas. Además algunos tienden a agrupar la obra de Naser Josrow en este estilo, a pesar de que la gema verdadera del mismo es el Bustan de Saadi, un peso pesado de la literatura persa.
Después del siglo XV, tuvo lugar el estilo indio de la poesía persa, a veces llamado Isfahaní o Safaví. Este estilo tiene origen en la era timúrida, y produjo obras como las de Amir Josrow Dehlavi.

#### Ensayos
El ensayo más significativo de esta era es Chahār Maqāleh, de Nizami Arudhi Samarqandi, así como el compendio de anécdotas de Jawami ul-Hikayat escritas por Zahiriddin Nasr Muhammad Aufi. El Qabusnama (Espejo del príncipe), la famosa obra de Shams al-Mo'ali Abol-hasan Ghaboos ibn Wushmgir es muy estimada entre la literatura persa. También resulta muy significativo el Siyasatnama de Nizam al-Mulk , famoso visir persa. Panchatantra, traducción de cuentos populares indios también puede mencionarse en este género, ya que se los ve como una colección de refranes en los estudios literarios.

#### Biografías, hagiografías y trabajos históricos
Entre las principales obras biográficas e históricas de Persia clásica, puede mencionarse el famoso Tarij-i Beyhaqi de Abolfazl Beyhaghi, Lubab ul-Albab de Zahiriddin Nasr Muhammad Aufi , que ha sido considerado fuente cronológica por muchos investigadores, y Tarij-i Jahangushay-i Juvaini de Ata al-Mulk Juvayni, que detalla los eventos mogoles y del Iljanato, el Tazkirat al-Awliya de Attar es un registro detallado de los místicos sufíes, referenciado luego por varios autores y considerado un trabajo significativo en hagiografía mística.

#### Crítica literaria
La obra de crítica literaria persa más antigua que se conserva es Muqaddame-ye Shahname-ye Abu Mansuri, escrita en el período samánida. El trabajo comenta los mitos y leyendas de Shahnameh y está considerado el ejemplo más antiguo de prosa en el idioma. Muestra también la intención del autor de evaluar críticamente obras literarias.

#### Narrativa
Las mil y una noches ( persa :هزار و یک شب ) es una obra épica de la Edad Media que narra la historia de Scheherezade (Šarzād en persa), una reina sasánida, que debe relatar una serie de cuentos a su malévolo esposo, el rey Shahryar, para demorar su ejecución. Los cuentos se narran a lo largo de mil y una noches, y cada noche Scheherazade culmina su narración con una situación de suspenso, forzando al rey a mantenerla viva hasta el día siguiente. Cada uno de los cuentos fue creado a lo largo de siglos por distintos autores y en distintos estilos, y varios fueron famosos por derecho propio. Algunos ejemplos notables son «Aladino», «Alí Babá y los cuarenta ladrones», y «Simbad el marino».
El núcleo de las narraciones lo forma Hazār Afsānah, una colección de cuentos populares indios y persas de la época sasánida. Durante el reinado del califa Harún al-Rashid en el siglo VIII, la ciudad de Bagdad era un centro cosmopolita económica y culturalmente importante, frecuentada por mercaderes del Imperio persa, China, India, África y Europa. Fue durante esta época cuando muchos de tales cuentos pasaron a formar parte de la tradición oral, para luego ser recopilados en un libro. El último compilador y traductor fue el reputado narrador del siglo IX Abu abd-Allah Muhammad el-Gahshigar, y la historia marco de Scheherezade parece haber sido agregada en el siglo XIV.

## Diccionarios
Alí Akbar Dehjodá utiliza en su monumental diccionario 200 obras lexicográficas, de las que las primeras remontan al período sasánida como, entre otros, el Farhang-i Avim (فرهنگ اویم) y el Farhang-i Menajtay (فرهنگ مناختای).
Los léxicos más ampliamente usados en el período clásico fueron los de Abu Hafs Soghdí (فرهنگ ابو حفص سغدی) y Asadí Tusí (فرهنگ لغت فرس), escrito en 1092. También resaltan en el corpus lexicográfico las obras del ya contemporáneo Mohammad Moín.
El primer diccionario bilingüe del persa a una "lengua occidental" fue el latino que Ravius y Lugduni en 1645. A éste le siguieron la edición de 2 volúmenes de Oxford de 1777 por J. Richardson, el diccionario persa-inglés de 1770 de Gladwin-Malda, el persa-ruso de Scharif y St. Peters (1869), y al menos otros 30 diccionarios de traducción elaborados hasta 1950.

## Influencia de la literatura persa

### Literatura sufí
William Shakespeare se refirió a Irán como "la tierra de los sufíes". Algunos de los más populares poetas medievales fueron sufíes, y su poesía en distintas lenguas fue y es ampliamente leída en todo el mundo islámico. En particular se reconoce a Rumi como la cúspide del sufismo poético en lengua persa. Los temas y estilos de su poesía devocional han sido imitados por muchos poetas posteriores.
Además de la poesía, la literatura sufí persa comprende tratados en prosa, también de gran valor. Entre ellos se encuentran Kimiya-ye sa'ādat de Abu Hamid Qazzali, Asrār at-Tawhid, que recoge dichos de Abu Said Abi-l-Jeyr, y las Maqālāt de Shams de Tabriz.

### Regiones que estuvieron bajo dominio gaznavida o mogol

#### Afganistán y Asia central
Afganistán y la Transoxiana reivindican ser el lugar de nacimiento de la moderna Persia. Muchos de los patrocinadores de la literatura persa, como el sultán Sanjar, las cortes gaznavida y samánida pertenecieron a esta región, así como maestros de la talla de Rudaki, Unsuri, y Ferdousí. Esta rica herencia sobrevive en los países actuales que componen la región, como Tayikistán, Uzbekistán y Afganistán

#### India, Pakistán y Cachemira
Con el gobierno de los gaznavidas y sus sucesores los guridas, timúridas y el imperio Mogol, la cultura persa y su literatura se difundieron gradualmente en el vasto subcontinente indio. El persa fue el idioma de la nobleza, los círculos literarios, y la corte real mogol por siglos. En tiempos modernos el persa ha sido en general suplantado por el idioma urdú, un dialecto indostaní fuertemente influenciado por el persa.
Bajo el Imperio mogol en India durante el siglo XVI el idioma oficial pasó a ser el persa. Recién en 1832 el ejército británico forzó al subcontinente indio a manejar sus negocios en idioma inglés. La poesía persa de hecho floreció en estas regiones mientras la literatura pos safávida se estancaba en Irán. Dehjoda y otros investigadores del siglo XX, por ejemplo, basaron su trabajo en la detallada lexicografía producida en India, usando compilaciones como Adat al-Fudhala (اداه الفضلا) de Ghazi Jan Badr Muhammad Dehlavi y Farhang-i Ibrahimi (فرهنگ ابراهیمی) de Ibrahim Ghavamuddin Farughi, y particularmente Farhang-i Anandraj (فرهنگ آناندراج) de Muhammad Padshah. Poetas famosos del sur asiático como Amir Josrow Dehlavi y Muhammad Iqbal de Lahore encontraron muchos admiradores en el mismo Irán.

### Literatura occidental
La literatura persa fue poco conocida en occidente antes del siglo XIX. Pasó a ser más conocida luego de la publicación de varias traducciones de las obras de poetas persas del medievo tardío, y a partir de allí inspiró la obra de poetas y escritores occidentales.

#### Alemania
- En 1819, Goethe publicó West-östlicher Divan, una colección de poemas líricos inspirados en una traducción al alemán de Hafiz (1326-1390).
- El filósofo y ensayista alemán Nietzsche escribió el libro Así habló Zaratustra (1883-1885),[7] referido al antiguo profeta persa Zoroastro, (c. 1700 a. C.).

#### Reino Unido y Estados Unidos
- Una selección de Shahnameh de Ferdousí (935-1020) fue publicada en 1832 por James Atkinson, un médico empleado por la British East India Company.
- Una parte de este compendio fue luego versificada por el poeta británico Matthew Arnold en su obra Rustam and Sohrab (1853).
- El poeta estadounidense Ralph Waldo Emerson fue otro admirador de la poesía persa. Publicó en 1876 varios ensayos que discutían el tema:Letters and Social Aims, From the Persian of Hafiz y Ghaselle.

Posiblemente el poeta persa más popular de los siglos XIX y XX fue Omar Jayyam (1048-1123), cuya Rubaiyat fue traducida libremente por Edward FitzGerald en 1859. Jayyam es reconocido más como estudioso que como poeta en su país natal, pero con la versión de Fitzgerald se convirtió en uno de los poetas más citados en inglés. La frase de Jayyam, "Una hogaza de pan, una jarra de vino y tú", es muy conocida por personas que no podrían decir quien o dónde se escribió.
El poeta y místico Rumi (1207-1273) (conocido como Molana en Irán) ha atraído a muchos seguidores a fines del siglo XX y principios del XXI. Traducciones populares de Coleman Barks han presentado a Rumi como un sabio de la nueva ola. También hay un número creciente de traducciones realizadas por investigadores como A. J. Arberry.
Los poetas clásicos Hafez, Saadí, Jayyam, Rumi, Nezamí y Ferdousí son ampliamente conocidos en el ámbito de la cultura inglesa, y sus obras pueden leerse en diversas traducciones. Los trabajos de otros representantes de la literatura persa permanecen sin traducir, y son por tanto poco conocidos.

### Suecia
Durante el último siglo, numerosas obras de la literatura clásica persa han sido traducidas al sueco por el barón Eric Hermelin. Las traducciones incluyen obras –entre otros– de Farid al-Din Attar, Rumi, Ferdousí, Omar Jayyam, Saadí y Sanaí. Influenciado por los escritos del místico sueco Emanuel Swedenborg, le atrajeron especialmente los aspectos religiosos sufíes de la poesía clásica.
Más recientemente Rumi, Hafiz y Fajruddin 'Iraqi están disponibles en traducciones de Ashk Dahlén, investigador en estudios iraníes, quien ha hecho conocer la literatura persa a una amplia audiencia en Suecia.

## Literatura persa contemporánea

### Historia
En el siglo XIX la literatura persa experimentó una importante transformación e ingresó en una nueva era. El comienzo de este cambio se ejemplifica con un incidente ocurrido a mediados del siglo XIX en la corte de Nasereddín Shah, cuando el partidario reformista y primer ministro Amir Kabir regañó al poeta Habibollah Qa'ani por «mentir» en una casida de tipo panegírico escrita en su honor.
Amir Kabir veía la poesía en general y al tipo de poesía desarrollado durante el período Qayar en particular perjudicial para el progreso y la modernización de la sociedad iraní, que él creía necesitada de un cambio. Estas ideas fueron manifestadas también por otros, por ejemplo Fathalí Ajundzadé, Mirzá Aqa Jan Kermaní, y Mirzá Malkom Jan. Este último era también partidario de un cambio en la poesía persa en términos literarios, a fin de ser coherente con los cambios sociales.
No se puede comprender el nuevo movimiento literario sin tomar nota primero del movimiento intelectual de Irán, entre los círculos filosóficos del país. Dado el clima social y político de Persia (Irán) a fines del siglo XIX y principios del XX, que llevó a la revolución constitucional entre 1906 y 1911, la idea de cambio en la poesía se difundió ampliamente. Muchos arguyeron que la poesía debía reflejar las realidades de un país en transición. Esta idea fue propagada por figuras notables como Alí Akbar Dehjodá y Abolqasem Aref, quienes modificaron el sistema tradicional de la poesía persa mediante la introducción de nuevos contenidos y experimentando con la retórica, semántica y estructura. Dehjodá, por ejemplo, usó una forma tradicional poco conocida, el mosammat, para la elegía por la ejecución de un joven periodista. Aref empleó el ghazal, «principal género dentro de la tradición lírica (persa)» para escribir su "«Payâm-e Âzâdí» («mensaje de la libertad»).
Algunos investigadores sostuvieron que la noción de «ramificaciones sociopolíticas de los cambios estéticos» llevó al concepto de poetas como líderes sociales probando los límites y posibilidades del cambio social.
Un movimiento importante alrededor de la moderna literatura se ha focalizado en la modernización y occidentalización, y cómo estos términos son sinónimos cuando describen la evolución de la sociedad iraní. Se puede argumentar que casi todos los partidarios del modernismo en la literatura persa desde Ajundzadé, Kermaní, y Malkom Jan hasta Dehjodá, Aref, Bahar y Rafat, se inspiraron en desarrollos y cambios que tuvieron lugar en Occidente, particularmente en Europa. Esta inspiración no implicó simplemente una copia de modelos occidentales, sino la adecuación de aspectos de la literatura occidental, modificándolos para adaptarlos a las necesidades de la cultura iraní.
Siguiendo a los trabajos pioneros de Ahmad Kasraví, Sadeq Hedayat y muchos otros, la ola iraní de literatura comparativa y crítica literaria alcanzó una cumbre simbólica con los logros de Abdolhosein Zarrinkub, Shahroj Meskub, Hushang Golshirí, Ebrahim Golestán y Shahriyar Mandanipour.

### Literatura persa en Afganistán
La literatura persa en Afganistán ha experimentado un cambio brusco durante el último siglo. A principios del siglo XX el país sufrió reformas económicas y sociales que llevaron a una nueva aproximación a la literatura. En 1911 Mahmud Tarzi, de regreso en Afganistán luego de años de exilio en Turquía, comenzó a publicar quincenalmente Saraj’ul Ajbar, que no fue el primer periódico del país, pero en el campo de la literatura y el periodismo inició un nuevo período de cambio y modernización. Saraj’ul Ajbar jugó un rol relevante en el periodismo, y posibilitó un nuevo canal literario abierto para que la poesía explorase vías de expresión con mayor compromiso social.
En 1930, luego de meses de estancamiento cultural, un grupo de escritores fundó el "Círculo literario Herat". Un año después se fundó en la capital otro grupo llamado "Círculo literario de Kabul". Ambos se convirtieron en un baluarte para los poetas y escritores tradicionales , y el modernismo en literatura Dari fue marginado de la vida social y cultural.
Tres de los poetas más prominentes en Afganistán en esta época fueron Ghary Abdullah, Abdul Hagh Beytat y Jalil Ullah Jalili. Los dos primeros recibieron la distinción de Malek ul Shoara (Príncipe de poetas). Jalili, el más joven de los tres, adhirió al estilo Jorasaní, en lugar del usual estilo Hendí de poesía. Se interesó así mismo en poesía moderna, y escribió algunos poemas en estilo moderno con nuevas características semánticas y emotivas.
Paulatinamente los nuevos estilos encontraron su lugar en los círculos culturales y literarios, a pesar de los esfuerzos en contrario de los tradicionalistas. El primer libro de poesía moderna se publicó en 1957, y en 1962 apareció en Kabul una colección del mismo estilo. El primer grupo que se dedicó al estilo moderno estaba integrado, entre otros, por Mahmud Farani, Baregh Shafi’i, Solyman Layegh, Sohail, y Ayeneh. Posteriormente se les unieron Vasef Bajtiarí, Asadullah Habib y Latif Nazemi.
Cada uno de ellos sumó su esfuerzo a la modernización del poesía persa en Afganistán. Otras figuras notables fueron Ustad Behtab, Leila Sarahat Roshani, Sayed Elan Bahar y Parwin Pazwak. Poetas como Mayakovsky, Yase Nien y Lahouti ejercieron una fuerte influencia en la literatura afgana. La influencia de iraníes como Farrojí Yazdi y Ahmad Shamlou fue así mismo de relevancia en prosa y poesía.
Escritores afganos prominentes como Asef Soltanzadeh, Reza Ebrahimi, Ameneh Mohammadi, y Abbas Jafari se formaron en Irán recibiendo la influencia de escritores y maestros iraníes. Aunque los escritores afganos no se han probado aún en la escena internacional como los iraníes, tienen sin embargo un futuro promisorio.

### Literatura persa en Tayikistán
La nueva poesía en Tayikistán está mayormente relacionada con la forma de vida de la gente y es revolucionaria. Desde la década de 1950 hasta el advenimiento de la nueva poesía en Francia, Asia y Latinoamérica el impacto de la modernización ha sido muy fuerte. En la década de 1960 la poesía moderna iraní, y la de Mohammad Iqbal Lahouri produjeron una profunda influencia en la poesía tajik. Este período es probablemente el más rico y prolífico para el desarrollo temático y formal de la poesía persa en Tayikistán.
Algunos poetas fueron meros imitadores, y se puede apreciar fácilmente len sus obras la incidencia de autores foráneos. Sólo dos o tres fueron capaces de digerir la poesía extranjera para componer obras originales. El formato y los aspectos descriptivos de los cuentos cortos y novelas se tomaron de Rusia y Europa. Los exponentes más relevantes de la literatura persa en el país son Golrojsar Safi Eva Mo'men Ghena'at, Farzaneh Joyandíandi y Layeq Shir-Ali.

### Crítica literaria
Los pioneros de la crítica literaria en el siglo XIX fueron –entre otros– Mirza Fathalí Ajundzadé, Mirzá Malkom Jan, Mirzá Abdorrahim Talebof y Zeinolabedín Maragheí.
Ya en el siglo XX, los especialistas más relevantes han sido: Allameh Dehjodá, Badiozzamán Foruzanfar, Mohammad Taqí Bahar, Yalal Homaí, Mohammad Moín, Said Nafisí, Parviz Natel Janlarí, Sadeq Hedayat, Ahmad Kasraví, Abdolhosein Zarrinkub, Shahroj Meskub y Hamid Dabashi.
Said Nafisí analizó y editó varios trabajos de crítica literaria. Es conocido por sus análisis sobre Rudakí y la literatura sufí.Parviz Natel Janlarí y Gholamhosein Yusefí, ambos pertenecientes a la generación de Nafisi, estuvieron también involucrados en literatura moderna y obras de crítica. Natel-Janlarí se distinguió por la simplicidad de su estilo. No siguió a los tradicionalistas ni promovió el nuevo estilo, sino que su punto de vista tendió a incluir todo el espectro creativo y expresivo de la literatura persa. Otro crítico, Ahmad Kasraví, autoridad de experiencia literaria, atacó a los poetas y escritores cuya obra sirvió al despotismo.
La crítica literaria contemporánea alcanzó su madurez con Sadeq Hedayat, Ebrahim Golestán, Hushang Golshirí, Abdolhosein Zarrinkub y Shahroj Meskub. Entre estas figuras, Zarrinkoub tuvo posiciones académicas y reputación en el ámbito universitario. Más allá de su significativa contribución a la madurez del lenguaje y literatura persas, Zarrinkub impulsó la literatura comparativa y la crítica literaria. Su obra Serr e Ney es una comparación crítica de Masnavi de Rumi. A su vez, Shahroj Meskoob trabajo sobre Shahnameh de Ferdousí utilizando los principios de la crítica literaria moderna.
La principal contribución de Mohammad Taqí Bahar a este campo es su libro Sabkshenasí (Estilismos), trabajo pionero sobre la práctica de la historiografía persa y el nacimiento y evolución de su literatura como una institución diferenciada a principios del siglo XX.
El carácter singular de esta obra reside en el reconocimiento de sus logros metodológicos e institucionales. Más aún, no se trata simplemente de un texto sobre estilística, sino una vasta historia de la prosa persa y como tal, representa una intervención relevante en su literatura.
Jalal Homaei, Badiozzaman Forouzanfar y su alumno, Mohammad Reza Shafiei-Kadkani son otras figuras notables que han editado un número de relevantes trabajos literarios.
El análisis crítico de la obra de Jami ha sido encarado por Ala Jan Afsahzad, cuyo libro ganó el prestigioso premio de Mejor libro del año de Irán en 2000.

### Investigación literaria
- Edward G. Browne:Literary History of Persia, 1998, ISBN 0-7007-0406-X
- Henry Massé: Anthologie Persane, Payot, 1950,ISBN 2-228-89128-2
- Zabihollah Safa: Un aperçu sur l’évolution de la pensée à travers la poésie persane, Teherán, 1969
- Ehsan Yarshater: History of Persian Literature, Nueva York, 1988
- Rodríguez Vargas, Joaquin: El Renacimiento literario de Persia, tras dos siglos de silencio, Madrid, 2024.

### Antologías

#### Lírica
- Cyrus Atabay: Die schönsten Gedichte aus dem klassischen Persien. Hafis, Rumi, Omar Chayyam, C.H.Beck, Munich,1998, ISBN 3406440169
- Hans Bethge: Sa'di der Weise. Die Lieder und Sprüche des Sa'di. Nachdichtungen, Ying Yang Media, 2001, ISBN 3-9806799-6-9
- Dick Davis: Borrowed Ware. Medieval Persian Epigrams, Mage, 1998, ISBN 0-934211-52-3
- Edward Fitzgerald: Omar Chayyam. Rubaiyat, ISBN 3-922825-49-4
- Mahmud Kianush: Modern Persian Poetry, The Rockingham Press, 1996
- Zabihollah Safa: Anthologie de la Poésie Persane, Gallimard Unesco. Connaissance de l'Orient, 1964, ISBN 2-07-071168-4
- Wheeler M. Thackson: A Millennium of Classical Persian Poetry: A Guide to the Reading & Understanding of Persian Poetry from the Tenth to the Twentieth Century, Ibex Publishers, 1994, ISBN 0-936347-50-3
- Rafael Cansinos Assens: Antología de poetas persas, Arca Ediciones, Madrid, 2006, ISBN 978-84-934976-2-0. También edición en formato digital

#### Prosa
- C. Bagley: Sadeq Chubak: An Anthology, Caravan books, 1982, ISBN 0-88206-048-1
- Inge Hoepfner: Märchen aus Persien, Fischer Taschenbuch, 1982, ISBN 3-596-22838-7
- Jaled Hosseini: Drachenläufer, Berliner Taschenbuch, 2004, ISBN 978-3-8333-0149-0
- Heshmat Moayyad: Stories from Iran. A Chicago Anthology, 1992, ISBN 0-934211-33-7
- Touradj Rahnema: Einer aus Gilan. Kritische Erzählungen aus Persien, Orient, 1984, ISBN 3-922825-18-4